# Huasteca

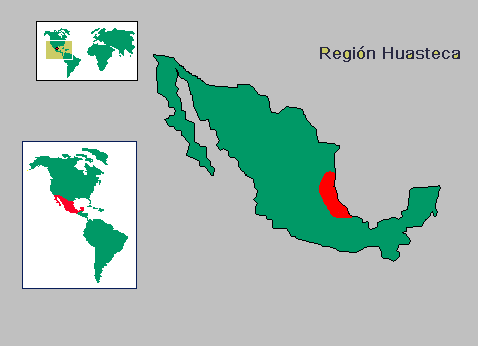
Carte de La Huasteca au Mexique

La Huasteca  est une région géographique et culturelle du Mexique située le long de la côte du golfe du Mexique, depuis le nord d'El Tajín jusqu'au bassin du río Pánuco et de la côte jusqu'aux contreforts de la Sierra Madre orientale. Elle comprend des parties des États du Tamaulipas, de Veracruz, de Puebla,  du Hidalgo, de San Luis Potosí, du Querétaro, et de Guanajuato. Elle correspond  à la zone où s'étaient établis les Huaxtèques à l'époque préhispanique. Actuellement les Huaxtèques n'en occupent plus qu'une partie. Les Nahuas forment le groupe indigène le plus important. Deux régions administratives de l'État de Veracruz portent également ce nom, celles de Huasteca Baja et de Huasteca Alta.

## La Jeune Femme d'Amajac
La Jeune Femme d'Amajac est découverte en janvier 2021 dans la région de La Huasteca. Une réplique est prévue pour remplacer le monument à Christophe Colomb le long du Paseo de la Reforma de Mexico.
On estime que la sculpture date d'entre 1450 et 1521, pendant la période postclassique. Elle fait 2 mètres de haut, 60 centimètres de large et 25 centimètres d'épaisseur. Cette œuvre d'art en calcaire épais représente une femme portant un chemisier et une jupe jusqu'à la cheville.  Ses yeux sont creux, ce qui indique qu'ils contenaient probablement des pierres. À ses pieds nus, se trouve un pieu qui permettait de placer la sculpture debout dans le sol.